# Comprimento de Jeans
Comprimento de Jeans é o raio crítico de uma nuvem interestelar na qual a energia térmica (que provoca a expansão da nuvem) é contrabalançada pela energia gravitacional (que faz com que a nuvem se contraia). Tem esse nome em homenagem ao astrónomo britânico Sir James Jeans, que se estudou a estabilidade de nuvens esféricas no início do século XX.